# Quispamsis
Quispamsis är en ort i Kanada.   Den ligger i provinsen New Brunswick, i den sydöstra delen av landet, 800 km öster om huvudstaden Ottawa. Quispamsis ligger 84 meter över havet och antalet invånare är 17 886.
Terrängen runt Quispamsis är platt. Runt Quispamsis är det ganska tätbefolkat, med 185 invånare per kvadratkilometer.. Närmaste större samhälle är Saint John, 18,8 km sydväst om Quispamsis. 
I omgivningarna runt Quispamsis växer i huvudsak blandskog.